# Niceta di Smirne
Niceta di Smirne (I secolo d.C. – dopo il 100 d.C.) è stato un retore greco antico.

## Biografia
Nativo di Smirne, appartenne a famiglia patrizia, aiutando più volte la propria città con sovvenzioni. Visse all'epoca di Nerone, secondo quanto afferma Flavio Filostrato , tra l'altro venendo in contrasto con il proconsole Virginio Rufo, con cui aveva avuto contrasti in qualità di oratore forense. Sempre da Filostrato viene considerato l'innovatore della "seconda sofistica" in Asia Minore del I secolo d.C. 
È stato identificato con il "Nicete Sacerdote" che fu maestro di Plinio il Giovane e ricordato da Tacito nel Dialogus de oratoribus.